# Geschützter Landschaftsbestandteil Hecken (Bödefeld)
Der Geschützte Landschaftsbestandteil Hecken mit einer Größe von 1,74 ha liegt nordöstlich von Bödefeld im Stadtgebiet von Schmallenberg. Das Gebiet wurde 1993 mit dem Landschaftsplan Schmallenberg Südost durch den Kreistag vom Hochsauerlandkreis als Geschützter Landschaftsbestandteil (LB) ausgewiesen. Der LB besteht aus fünf Teilflächen und ist umgeben von Grünland im Landschaftsschutzgebiet Bödefelder Mulde.

## Gebietsbeschreibung
Der Geschützte Landschaftsbestandteil Hecken besteht aus Hecken am Berghang des Buchhagen. Die Hecken verlaufen, teils beidseitig, an den höhenlinienparallelen Wegen oder Böschungen. In einer wasserzügigen Rinne verläuft eine Hecke auch hangabwärts. Die Hecken sind landschaftsbildprägend. In den Hecken brüten Gebüschbrüter wie der Neuntöter.

## Schutzzweck
Schutzobjekt, welches sich laut Landschaftsplan in seinem eigenständigen Charakter deutlich von der sie umgebenden Wald- und Feldlandschaft unterscheidet.